# Djursholm
Djursholm è una località della Svezia, capoluogo del comune di Danderyd nella contea di Stoccolma; è inclusa nella municipalità dell'area urbana di Stoccolma.

## Storia
Djursholm è stata una delle prime comunità suburbane in Svezia; la sua storia ebbe inizio nel 1889 con la fondazione della Djursholm AB di Henrik Palme e la successiva inaugurazione della linea ferroviaria che collega Djursholm a Stoccolma nel 1890. Dal 1895 è attivo un servizio di treni elettrici suburbani (ma il ramo originale è stato chiuso nel 1975).
La città è considerata come una delle più "esclusive" ricche della Svezia, costruito come una città giardino con grandi ville lungo le strade, e gli eleganti quartieri hanno da sempre attratto noti accademici, personalità della cultura e uomini d'affari.
Djursholm fu separata da Danderyd nel 1901 divenendo una comunità a sé stante e ottenendo lo status di città (stad), per Decreto Reale nel 1914. Nel 1971 fu riunita con la municipalità di Danderyd contestualmente alla creazione del comune omonimo. Per i dati elaborati dall'Ufficio centrale di statistica svedese Djursholm è considerata parte dell'area urbana di Stoccolma.